# موكيش ريشي
موكيش ريشي هو ممثل هندي، ولد في 19 أبريل 1956 في كشمير.

## أعمال

### أفلام
- (2003) كوي... ميل غايا[2]

## وصلات خارجية
- موكيش ريشي على موقع IMDb (الإنجليزية)
- موكيش ريشي على موقع قاعدة بيانات الفيلم (الإنجليزية)